# 王府井古人类文化遗址博物馆
39°54′32″N 116°24′45″E / 39.908929°N 116.412611°E
王府井古人类文化遗址博物馆，位于北京市东城区北京地铁1号线王府井站A口。

## 历史
1996年12月14日，在东长安街北侧一块拆迁完的空地上，香港商人李嘉诚投资兴建的王府井东方广场建设工程前期准备工作处在间歇期。北京大学城市与环境学系历史地理研究中心学生岳升阳来到该工地，见一块刚挖过土的地方有黑色擦痕，便使用考古锄刮掉了擦痕表层的土，发现一小段极薄的细沙层中存在一些炭屑，像火烧形成。随后他沿该地层寻找，发现一清晰的地层层面，在该层面上找到一些碎骨化石。岳升阳又先后在该地层中发现了碎骨，以及多片人工打击形成的燧石片。他采集标本后，联系了有关科研单位。
1996年12月28日晨，中国科学院古脊椎动物与古人类研究所副研究员李超荣和岳升阳一起来到王府井，在该工地上挖掘了一天，发现的骨头、碎石数量不断增加，李超荣初步判定此处是旧石器时代晚期遗址。此后，中国科学院古脊椎动物与古人类研究所、北京市文物研究所、北京市东城区文物管理所等单位对此处开展了抢救性发掘。
在8个月内，考古人员在2000平方米的遗址上抢救性发掘了其中800多平方米。该遗址的文化遗物出自距地表11米至12米的深处，包括上、下两个相互距离1米的文化层，两处遗址地层均有石器、含炭屑以及骨制品、骨化石，代表该遗址古人类的两个生活期。下层距今约22万年，遗址面积达数百平方米，出土石器、兽骨近千件，炭坑多座，是平原上的一处居址；上层的时代晚于下层，发现的遗物很少，但它表明古人类不止一次在该地区活动。最终被保留并在博物馆展示的是距离地表12米的下层遗址的遗址块。
专家根据考古发现推测，当时王府井地区为平原河谷，古人类为狩猎而来。在遗址中未发现供居住的洞穴，当时古人类也未掌握搭棚建屋技术，所以推断古人类来到该地区仅为短暂停留，未长期居住。
在发掘之后，东方广场有限公司与东城区人民政府共同投资，东城区文化委员会、中国科学院古脊椎动物与古人类研究所、北京市文物研究所共同筹备博物馆的展览。 专家们在抢救性发掘的800多平方米中挑选了富含古人类生活遗迹、较具有保护价值的遗址地块，切割为小块，装箱后运走保存。2001年，这些遗址块又被运到新建的博物馆内，拼凑复原。
2001年12月28日，“王府井古人类文化遗址博物馆”正式开馆。

## 展览
博物馆中心是50平方米的遗址块，呈黄褐色。该遗址地层在被发现时呈一种红色，后来该遗址地层在博物馆中一直暴露在空气中，便逐渐变成了黄褐色。遗址块中有一节原始牛角化石，长约50厘米，只是完整的原始牛角长度的1/3。
遗址块周围摆放展柜，陈设展品及图片，包括从遗址地层中发掘出来的石砧、石锤、骨片、骨铲等2000多件2.5万年前的骨制品以及石制品，还有原始牛、蒙古草兔、斑鹿、安氏鸵鸟等动物骨骼化石。遗址块的东、西两面墙上，有大型壁画，再现了2.5万年前的古人类狩猎、烧烤食物、制作工具的场景。
展柜中有一块黑色石头，表面粗糙，呈不规则形状，是赤铁矿石，表面夹杂着一些红色。古人类将赤铁矿石磨成粉末，将赤铁矿粉涂在身上作为装饰。若在打猎中有同伴死去，人们会将他就地掩埋，并在尸体四周撒上赤铁矿粉。赤铁矿粉的红色代表鲜血，象征生命的来源与灵魂的寄生处。
展柜中的一段老榆树根，长约20厘米，已干枯开裂。从发掘出土的植物孢粉分析，当时北京地区草原植被广布，气候干冷，王府井地区遍布草本及小灌木植物、蕨类、乔木植物、水生植物、藻类及旱生和蒿属等植物。此处还生长着云杉和落叶松等等。从上述植物可推测2.5万年前王府井地区是河漫滩地形。